# Liste der WWE-Roster
WWE ist eine US-amerikanische Wrestling-Promotion, deren Roster männliche Wrestler und weibliche Wrestlerinnen, Manager, Play-By-Play und Color Kommentatoren, Ringsprecher und Ringrichter umfasst. Zudem vergibt die WWE 21 Titel, die auf vier Shows verteilt sind.
Die WWE vergibt in der Regel mehrjährige Verträge und die Wrestler werden als Independent-Contractors bezeichnet. Nach dem Aufkauf von WCW und ECW wurde die Belegschaft in die zwei Kader Raw und SmackDown aufgeteilt. Von 2006 bis 2010 bestand mit der ECW ein drittes Kader, ehe die Show eingestellt wurde. Möglichkeiten zu gemeinsamen Auftritten gab es nur bei Pay-per-View Events. Ende 2011 gab die WWE das Ende des Roster-Splits bekannt, so dass es den Superstars nunmehr möglich war, in allen WWE-Shows aufzutreten und Titel zu verteidigen. Seit der Wiedereinführung des Roster-Splits im Jahr 2016 wurde die Belegschaft, wieder in zwei unterschiedliche Kader aufgeteilt. Wrestler treten während des zweiten Roster-Splits wieder exklusiv für Raw oder SmackDown auf.
Unerfahrenen Wrestler und Wrestlerinnen werden im Performance Center ausgebildet und treten währenddessen bei der Show NXT auf was ihnen ermöglicht, ihre Fähigkeiten zu entwickeln und Ringerfahrungen zu sammeln, bevor sie zum Hauptkader Raw und SmackDown aufsteigen. Wrestler die Teil des NIL- und ID-Programms sind treten bei Evolve auf, mit dem Ziel, in NXT aufzusteigen. Zudem treten WWE-Wrestler bei der mexikanischen Schwesterpromotion Lucha Libre AAA Worldwide (AAA) und der US-Partnerpromotion Total Nonstop Action Wrestling (TNA) auf.

## Raw Roster

### Männliche Wrestler

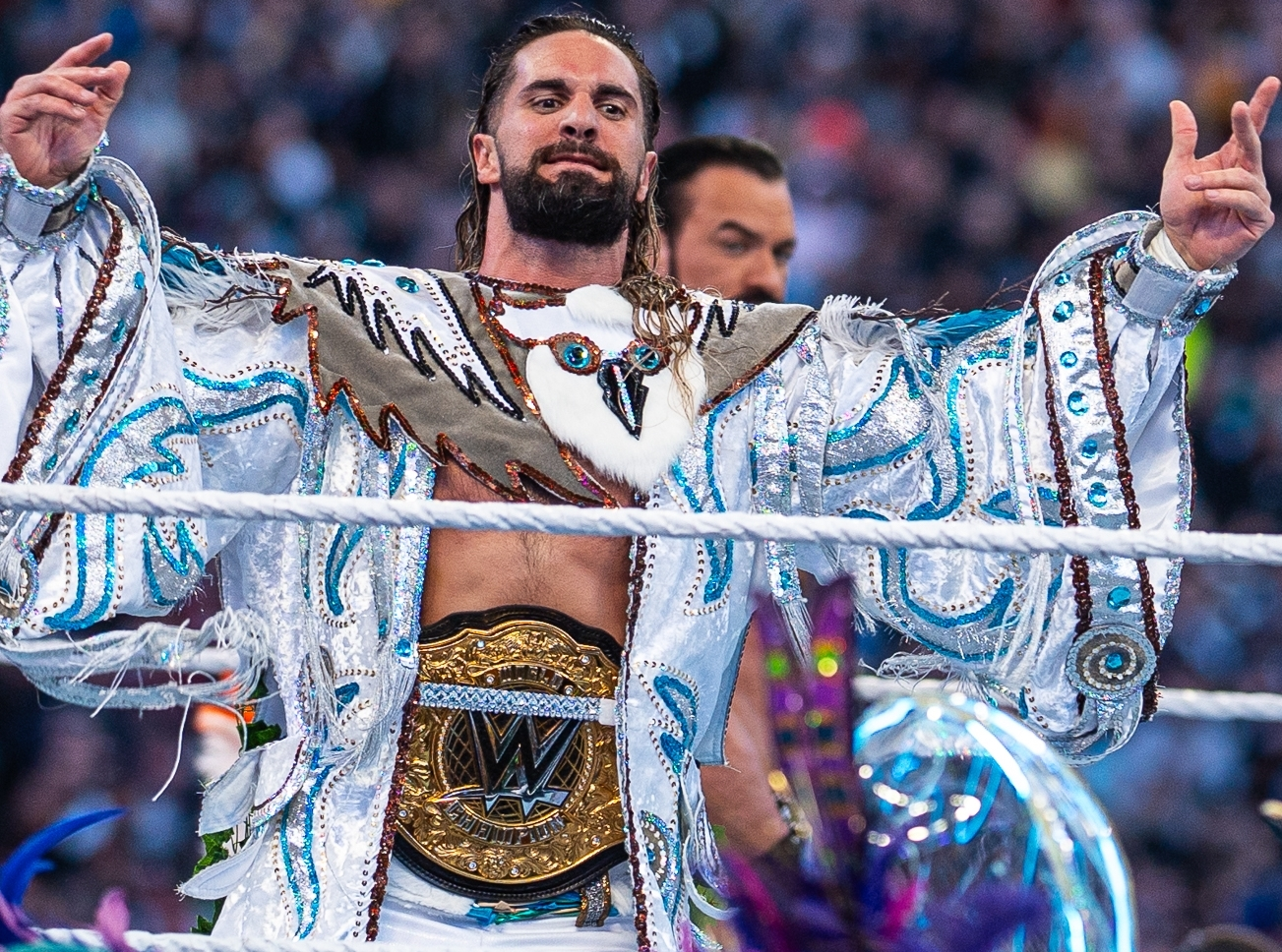
Der aktuelle World Heavyweight Champion Seth Rollins

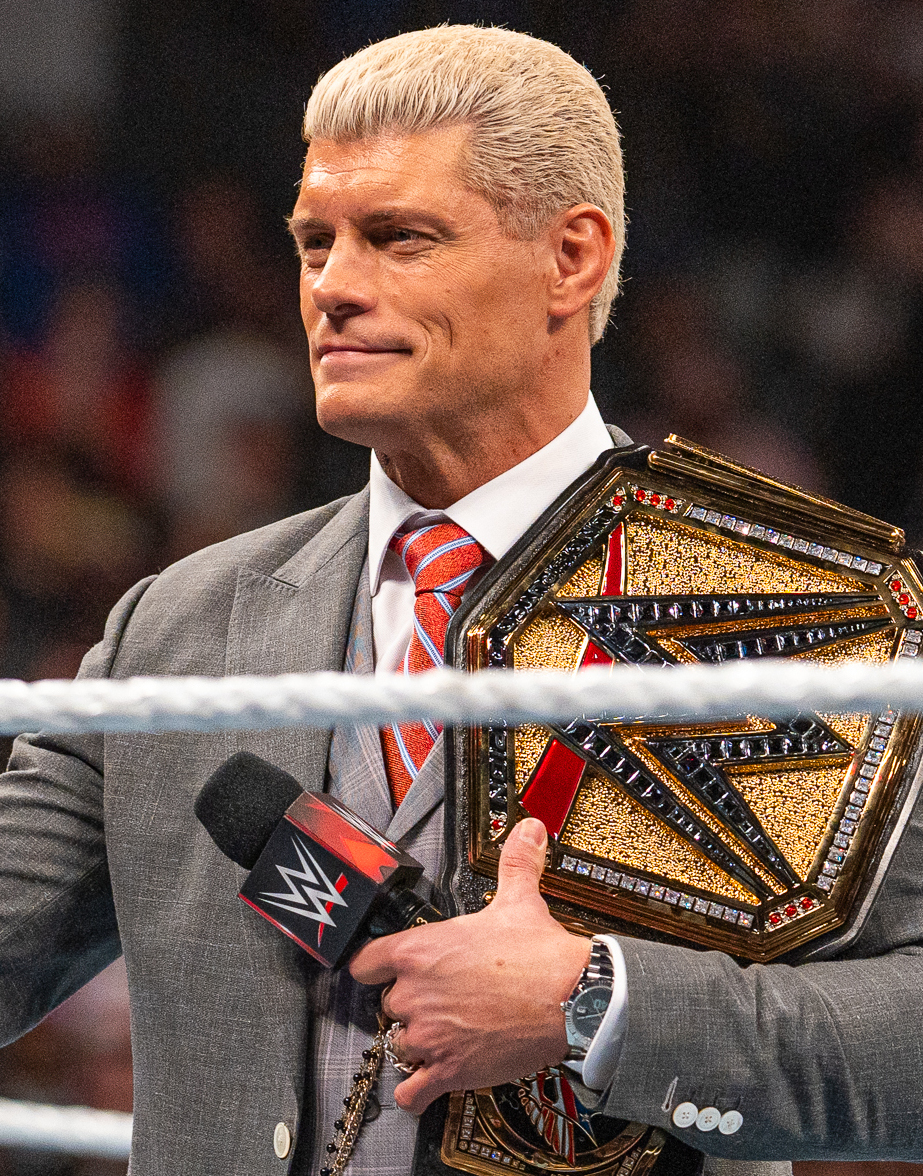
Der aktuelle WWE Champion Cody Rhodes

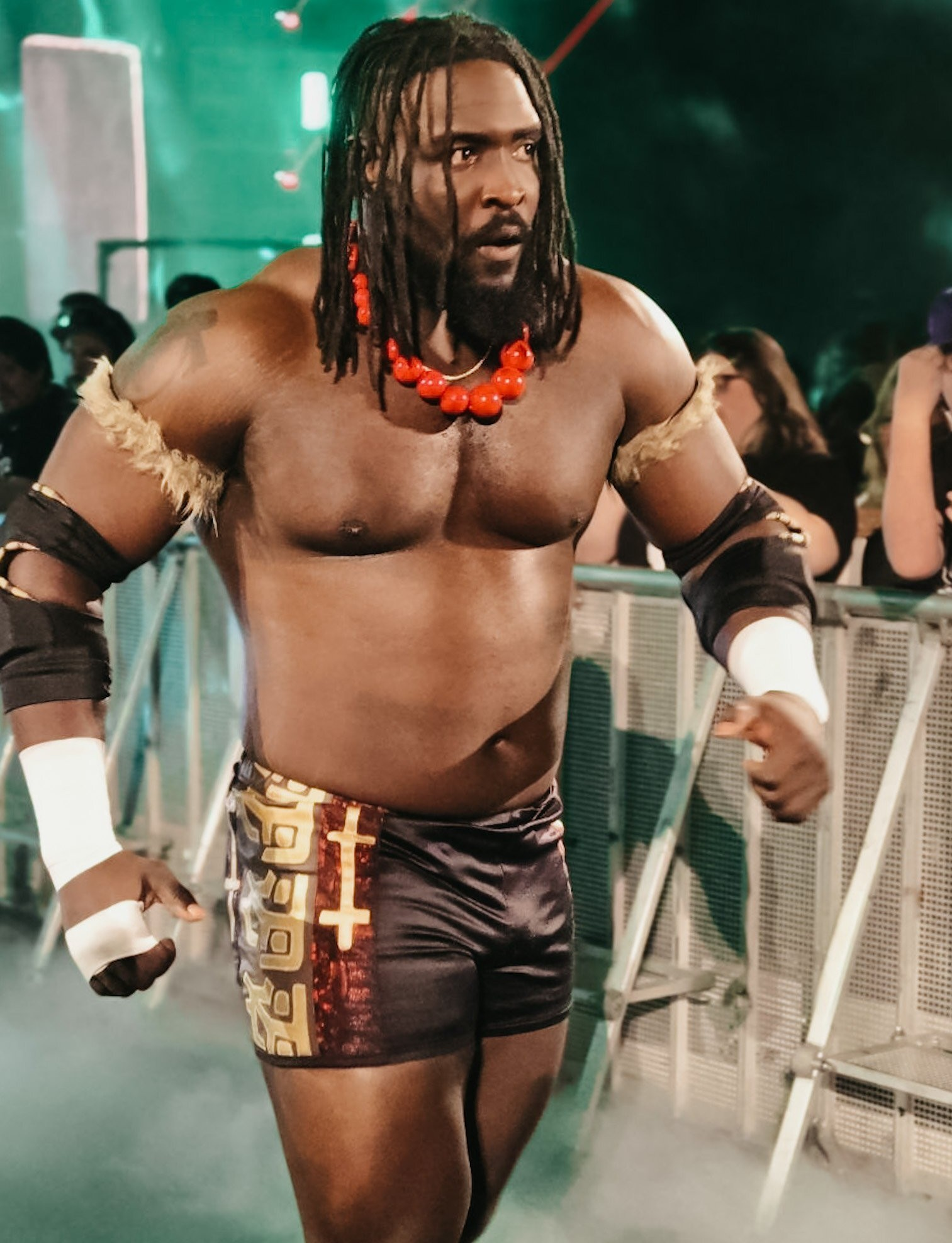
Der aktuelle NXT Champion Oba Femi

| Ringname             | Name                        | Nat.               | Anmerkung                                                          |
| -------------------- | --------------------------- | ------------------ | ------------------------------------------------------------------ |
| AJ Styles            | Allen Neal Jones            | Vereinigte Staaten |                                                                    |
| Akira Tozawa         | Akira Tozawa                | Japan              | The Alpha Academy Mitglied                                         |
| Austin Theory        | Austin White                | Vereinigte Staaten | A-Town Down Under Mitglied                                         |
| Bron Breakker        | Bronson Rechsteiner         | Vereinigte Staaten | The Vision Mitglied                                                |
| Bronson Reed         | Jermaine Haley              | Australien         | The Vision Mitglied                                                |
| Brutus Creed         | Drew Kasper                 | Vereinigte Staaten | American Made Mitglied                                             |
| Chad Gable           | Charles Edward Betts        | Vereinigte Staaten | Speed Champion, American Made Mitglied, verletzungsbedingt inaktiv |
| CM Punk              | Phillip Jack Brooks         | Vereinigte Staaten |                                                                    |
| Cruz Del Toro        | Raúl Mendoza                | Mexiko             | Latino World Order Mitglied                                        |
| Dominik Mysterio     | Dominik Gutiérrez           | Vereinigte Staaten | Intercontinental Champion, Judgment Day Mitglied                   |
| Dragon Lee           | Muñoz González              | Mexiko             | Latino World Order Mitglied                                        |
| Erik                 | Raymond Rowe                | Vereinigte Staaten | War Raiders Mitglied                                               |
| Finn Bálor           | Fergal Devitt               | Irland             | World Tag Team Champion, Judgment Day Mitglied                     |
| Grayson Waller       | Matthew Farrelly            | Australien         | A-Town Down Under Mitglied                                         |
| Gunther              | Walter Hahn                 | Osterreich         |                                                                    |
| Ilja Dragunov        | Ilja Rukober                | Russland           |                                                                    |
| Ivar                 | Todd Smith                  | Vereinigte Staaten | War Raiders Mitglied                                               |
| JD McDonagh          | Jordan Devlin               | Irland             | World Tag Team Champion, Judgment Day Mitglied                     |
| "Main Event" Jey Uso | Joshua Samuel Fatu          | Vereinigte Staaten |                                                                    |
| Joaquin Wilde        | Michael Paris               | Vereinigte Staaten | Latino World Order Mitglied                                        |
| Julius Creed         | Jacob Kasper                | Vereinigte Staaten | American Made Mitglied                                             |
| Karrion Kross        | Kevin Kesar                 | Vereinigte Staaten |                                                                    |
| Kofi Kingston        | Kofi Nahaje Sarkodie-Mensah | Ghana              | The New Day Mitglied                                               |
| LA Knight            | Shaun Ricker                | Vereinigte Staaten |                                                                    |
| Logan Paul           | Logan Paul                  | Vereinigte Staaten |                                                                    |
| Ludwig Kaiser        | Marcel Barthel              | Deutschland        | Speed Champion                                                     |
| Otis                 | Nikola Bogojević            | Vereinigte Staaten | The Alpha Academy Mitglied                                         |
| Penta                | Pentagón Jr.                | Mexiko             |                                                                    |
| Pete Dunne           | Peter Thomas England        | England            | New Catch Republic Mitglied                                        |
| Rey Mysterio         | Óscar Gutiérrez             | Vereinigte Staaten | Latino World Order Mitglied, verletzungsbedingt inaktiv            |
| Rusev                | Miroslaw Barnjaschew        | Bulgarien          |                                                                    |
| Seth Rollins         | Colby Daniel Lopez          | Vereinigte Staaten | World Heavyweight Champion, The Vision Mitglied                    |
| Sheamus              | Stephen Farrelly            | Irland             |                                                                    |
| Tyler Bate           | Tyler Bate                  | England            | New Catch Republic Mitglied                                        |
| Xavier Woods         | Austin Watson               | Vereinigte Staaten | The New Day Mitglied                                               |

### Weibliche Wrestler

Die aktuelle WWE Women’s Champion Tiffany Stratton

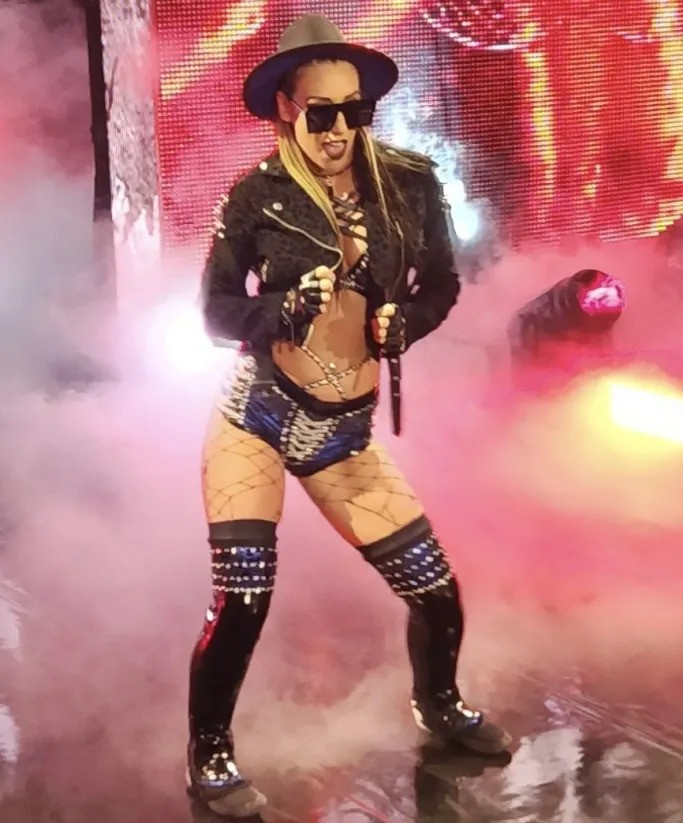
Die aktuelle NXT Women’s Champion Jacy Jayne

| Ringname         | Name                              | Nat.               | Anmerkung                                         |
| ---------------- | --------------------------------- | ------------------ | ------------------------------------------------- |
| Asuka            | Kanako Urai                       | Japan              | Kabuki Warriors Mitglied                          |
| Bayley           | Pamela Rose Martinez              | Vereinigte Staaten |                                                   |
| Becky Lynch      | Rebecca Quin                      | Irland             | Women's Intercontinental Champion                 |
| Ivy Nile         | Emily Andzulis                    | Vereinigte Staaten | American Made Mitglied                            |
| Iyo Sky          | Masami Odate                      | Japan              |                                                   |
| Kairi Sane       | Kaori Hōsako                      | Japan              | Kabuki Warriors Mitglied                          |
| Liv Morgan       | Gionna Jene Daddio                | Vereinigte Staaten | Judgment Day Mitglied, verletzungsbedingt inaktiv |
| Lyra Valkyria    | Aoife Cusack                      | Irland             |                                                   |
| Maxxine Dupri    | Sydney Zmrzel                     | Vereinigte Staaten | The Alpha Academy Mitglied                        |
| Naomi            | Trinity Fatu                      | Vereinigte Staaten | Mutterschutz                                      |
| Natalya          | Natalie Katherine Neidhart-Wilson | Kanada             |                                                   |
| Nikki Bella      | Stephanie Nicole Garcia-Colace    | Vereinigte Staaten |                                                   |
| Raquel Rodriguez | Victoria González                 | Vereinigte Staaten | Judgment Day Mitglied                             |
| Rhea Ripley      | Demi Bennett                      | Australien         |                                                   |
| Roxanne Perez    | Carla Gonzalez                    | Vereinigte Staaten | Judgment Day Mitglied                             |
| Scarlett         | Elizabeth Chihaia-Kesar           | Vereinigte Staaten |                                                   |
| Stephanie Vaquer | Ana Stephanie Vaquer González     | Chile              |                                                   |
| Zoey Stark       | Theresa Serrano                   | Vereinigte Staaten | verletzungsbedingt inaktiv                        |

### Manager
| Ringname    | Name                  | Anmerkung              |
| ----------- | --------------------- | ---------------------- |
| Adam Pearce | Adam Pearce           | General Manager        |
| Paul Heyman | Paul Heyman           | Manager von The Vision |
| Triple H    | Paul Michael Levesque | Chief Content Officer  |

### Broadcast-Team
| Ringname       | Name              | Anmerkung                                              |
| -------------- | ----------------- | ------------------------------------------------------ |
| Alicia Taylor  | Alicia Warrington | Ringsprecherin                                         |
| Cathy Kelley   | Catherine Kelley  | Backstage-Interviewerin                                |
| Corey Graves   | Matthew Polinsky  | Color-Commentator                                      |
| Jackie Redmond | Jackie Redmond    | Backstage-Interviewerin                                |
| Michael Cole   | Sean Coulthard    | Play-By-Play-Kommentator, Vice President of Announcing |

## SmackDown Roster

### Männliche Wrestler
| Ringname               | Name                                    | Nat.                | Anmerkung                                                 |
| ---------------------- | --------------------------------------- | ------------------- | --------------------------------------------------------- |
| Aleister Black         | Tom Büdgen                              | Niederlande         |                                                           |
| Alex Shelley           | Patrick Martin                          | Vereinigte Staaten  | Motor City Machine Guns Mitglied                          |
| Andrade                | Manuel Alfonso Andrade Oropeza          | Mexiko              |                                                           |
| Angel                  | Ángel Humberto Garza Solano             | Mexiko              | AAA World Tag Team Champion, Legado del Fantasma Mitglied |
| Angelo Dawkins         | Gary Gordon                             | Vereinigte Staaten  | The Street Profits Mitglied                               |
| Apollo Crews           | Sesugh Uhaa                             | Vereinigte Staaten  |                                                           |
| Axiom                  | Carlos Ruiz                             | Spanien             | Fraxiom Mitglied                                          |
| Berto                  | Humberto Garza Solano Carrillo          | Mexiko              | AAA World Tag Team Champion, Legado del Fantasma Mitglied |
| Brock Lesnar           | Brock Lesnar                            | Vereinigte Staaten  |                                                           |
| Carmelo Hayes          | Christian Brigham                       | Vereinigte Staaten  |                                                           |
| Chris Sabin            | Josh Harter                             | Vereinigte Staaten  | Motor City Machine Guns Mitglied                          |
| Cody Rhodes            | Cody Runnels Rhodes                     | Vereinigte Staaten  | WWE Champion                                              |
| Damian Priest          | Luis Martínez                           | Vereinigte Staaten  |                                                           |
| Dexter Lumis           | Samuel Shaw                             | Vereinigte Staaten  | WWE Tag Team Champion, Wyatt Sicks Mitglied               |
| Drew McIntyre          | Andrew McLean Galloway IV               | Schottland          |                                                           |
| Elton Prince           | Lewis Howley                            | England             | Pretty Deadly Mitglied                                    |
| Erick Rowan            | Joseph Charles Ruud                     | Vereinigte Staaten  | Wyatt Sicks Mitglied                                      |
| Jacob Fatu             | Jacob Samuel Fatu                       | Vereinigte Staaten  |                                                           |
| JC Mateo               | Jeffrey Cobb                            | Vereinigte Staaten  | Bloodline Mitglied                                        |
| Jimmy Uso              | Jonathan Solofa Fatu Jr.                | Vereinigte Staaten  |                                                           |
| Joe Gacy               | Joseph Ruby                             | Vereinigte Staaten  | WWE Tag Team Champion, Wyatt Sicks Mitglied               |
| John Cena              | John Felix Anthony Cena Jr.             | Vereinigte Staaten  |                                                           |
| Johnny Gargano         | John Anthony Nicholas Gargano           | Vereinigte Staaten  | #DIY Mitglied                                             |
| Kevin Owens            | Kevin Yanick Steen                      | Kanada              |                                                           |
| Kit Wilson             | Sam Stoker                              | England             | Pretty Deadly Mitglied                                    |
| The Miz                | Michael Mizanin                         | Vereinigte Staaten  |                                                           |
| Montez Ford            | Kenneth Crawford                        | Vereinigte Staaten  | The Street Profits Mitglied                               |
| Nathan Frazer          | Benjamin Timms                          | Bailiwick of Jersey | Fraxiom Mitglied                                          |
| Randy Orton            | Randal Keith Orton                      | Vereinigte Staaten  |                                                           |
| Rey Fénix              | unbekannt                               | Mexiko              |                                                           |
| Roman Reigns           | Leati Joseph Anoa'i                     | Vereinigte Staaten  |                                                           |
| Ron Killings / R-Truth | Ronnie Killings                         | Vereinigte Staaten  |                                                           |
| Sami Zayn              | Rami Sebei                              | Kanada              |                                                           |
| Santos Escobar         | Jorge Alcantar Bolly                    | Mexiko              | Legado del Fantasma Mitglied                              |
| Shinsuke Nakamura      | Shinsuke Nakamura                       | Japan               |                                                           |
| Solo Sikoa             | Joseph Fatu                             | Vereinigte Staaten  | United States Champion, Bloodline Mitglied                |
| Talla Tonga            | Taula Koloamatangi                      | Tonga               | Bloodline Mitglied                                        |
| Tama Tonga             | Alipate "Pate" Fifita                   | Tonga               | Bloodline Mitglied                                        |
| Tommaso Ciampa         | Tommaso Whitney                         | Vereinigte Staaten  | #DIY Mitglied                                             |
| Tonga Loa              | Tevita Tu'amoeloa Fetaiakimoeata Fifita | Vereinigte Staaten  | Bloodline Mitglied                                        |
| Uncle Howdy            | Taylor Michael Rotunda                  | Vereinigte Staaten  | Wyatt Sicks Mitglied                                      |

### Weibliche Wrestler
| Ringname         | Name                    | Nat.               | Anmerkung                      |
| ---------------- | ----------------------- | ------------------ | ------------------------------ |
| Alba Fyre        | Kay Lee Ray             | Schottland         |                                |
| Alexa Bliss      | Alexis Cabrera          | Vereinigte Staaten | WWE Women's Tag Team Champion  |
| B-Fab            | Briana Brandy           | Vereinigte Staaten |                                |
| Bianca Belair    | Bianca Crawford         | Vereinigte Staaten |                                |
| Candice LeRae    | Candice Gargano         | Vereinigte Staaten |                                |
| Charlotte Flair  | Ashley Elizabeth Fliehr | Vereinigte Staaten | WWE Women's Tag Team Champion  |
| Chelsea Green    | Chelsea Anne Cardona    | Kanada             |                                |
| Giulia           | Eimi Gloria Matsudo     | Japan              | Women’s United States Champion |
| Jade Cargill     | Jade Cargill            | Vereinigte Staaten |                                |
| Kiana James      | Kayla Inlay             | Vereinigte Staaten |                                |
| Michin           | Stephanie Yim Bell      | Vereinigte Staaten |                                |
| Nia Jax          | Savelina Fanene         | Australien         |                                |
| Nikki Cross      | Nicola Glencross        | Schottland         | Wyatt Sicks Mitglied           |
| Piper Niven      | Kimberly Benson         | Schottland         |                                |
| Tiffany Stratton | Jessica Woynilko        | Vereinigte Staaten | WWE Women's Champion           |
| Zelina Vega      | Thea Trinidad Büdgen    | Vereinigte Staaten |                                |

### Manager
| Ringname   | Name                  | Anmerkung             |
| ---------- | --------------------- | --------------------- |
| Nick Aldis | Nicholas Aldis        | General Manager       |
| Triple H   | Paul Michael Levesque | Chief Content Officer |

### Broadcast Team
| Ringname      | Name                     | Anmerkung                |
| ------------- | ------------------------ | ------------------------ |
| Byron Saxton  | Bryan Kelly              | Backstage-Interviewer    |
| Joe Tessitore | Joseph William Tessitore | Play-By-Play-Kommentator |
| Mark Nash     | Mark Shunock             | Ringsprecher             |
| Wade Barrett  | Stuart Alexander Bennett | Color-Commentator        |

## NXT Roster

### Männliche Wrestler
| Ringname                  | Name                          | Nat.               | Anmerkung                                   |
| ------------------------- | ----------------------------- | ------------------ | ------------------------------------------- |
| Andre Chase               | Chance Barrow                 | Vereinigte Staaten |                                             |
| Ashante "Thee" Adonis     | Tehuti Miles                  | Vereinigte Staaten |                                             |
| Bronco Nima               | Edwin Grande                  | Vereinigte Staaten | OTM Mitglied                                |
| Brooks Jensen             | Ben Buchanan                  | Vereinigte Staaten | The Culling Mitglied                        |
| Channing "Stacks" Lorenzo | Mitchell Lavalley             | Vereinigte Staaten | NXT Heritage Cup Champion                   |
| Charlie Dempsey           | Bailey Matthews               | England            | No Quarter Catch Crew Mitglied              |
| Cutler James              | Jonah C. Niesenbaum           | Vereinigte Staaten | DarkState Mitglied                          |
| Dante Chen                | Sean Tan                      | Vereinigte Staaten |                                             |
| Dion Lennox               | Andrzej Hughes-Murray         | Vereinigte Staaten | DarkState Mitglied                          |
| Drake Morreaux            | Beau Morris                   | Vereinigte Staaten |                                             |
| Edris Enofé               | Inyené Umoh                   | Vereinigte Staaten |                                             |
| Ethan Page                | Julian Logan Micevski         | Kanada             | NXT North American Champion                 |
| Hank Walker               | Joseph Sculthorpe             | Vereinigte Staaten | NXT Tag Team Champion, Hank & Tank Mitglied |
| Jasper Troy               | Antione Frazer                | Vereinigte Staaten |                                             |
| Je'Von Evans              | Malachi Jeffers               | Vereinigte Staaten |                                             |
| Josh Briggs               | Joshua Bruns                  | Vereinigte Staaten |                                             |
| Kale Dixon                | Caleb J. Balgaard             | Vereinigte Staaten |                                             |
| Lexis King                | Brian Zachary Pillman         | Vereinigte Staaten |                                             |
| Luca Crusifino            | Roman Macek                   | Vereinigte Staaten |                                             |
| Lucien Price              | Nnamdi Oguayo                 | Vereinigte Staaten | OTM Mitglied                                |
| Malik Blade               | Joshua Dawkins                | Vereinigte Staaten |                                             |
| Myles Borne               | David Bostian III             | Vereinigte Staaten | No Quarter Catch Crew Mitglied              |
| Niko Vance                | Skylor Clinton                | Vereinigte Staaten | The Culling Mitglied                        |
| Noam Dar                  | Noam Dar                      | Israel             |                                             |
| Oba Femi                  | Isaac Odugbesan               | Nigeria            | NXT Champion                                |
| Osiris Griffin            | Joshua Black                  | Vereinigte Staaten | DarkState Mitglied                          |
| Ricky Saints              | Richard Starks                | Vereinigte Staaten |                                             |
| Ridge Holland             | Luke Menzies                  | England            |                                             |
| Saquon Shugars            | Copeland Barbee               | Vereinigte Staaten | DarkState Mitglied                          |
| Sean Legacy               | Sean Rossini                  | Vereinigte Staaten |                                             |
| Shawn Spears              | Ronnie William Arneill        | Kanada             | The Culling Mitglied                        |
| Tank Ledger               | Joe Spivak                    | Vereinigte Staaten | NXT Tag Team Champion, Hank & Tank Mitglied |
| Tavion Heights            | Tracy G'Angelo Hancock        | Vereinigte Staaten | No Quarter Catch Crew Mitglied              |
| Tony D’Angelo             | Joe Ariola                    | Vereinigte Staaten |                                             |
| Trick Williams            | Matrick Belton                | Vereinigte Staaten | TNA World Champion                          |
| Tyriek Igwe               | Chukwusom Constance Enekwechi | Vereinigte Staaten |                                             |
| Tyson DuPont              | Rickssen Opont                | Haiti              |                                             |
| Uriah Connors             | Brogan Finlay                 | Vereinigte Staaten |                                             |
| Wes Lee                   | Deveon Everheart Aiken        | Vereinigte Staaten |                                             |
| Yoshiki Inamura           | Yoshiki Inamura               | Japan              |                                             |

### Weibliche Wrestler
| Ringname        | Name                       | Nat.                    | Anmerkung                                                   |
| --------------- | -------------------------- | ----------------------- | ----------------------------------------------------------- |
| Adriana Rizzo   | Anna Jade Keefer           | Vereinigte Staaten      |                                                             |
| Arianna Grace   | Bianca Carelli             | Kanada                  |                                                             |
| Blake Monroe    | Mariah May Mead            | England                 |                                                             |
| Brinley Reece   | Breanna Ruggiero           | Vereinigte Staaten      |                                                             |
| Carlee Bright   | Kennedy Rae Cummins        | Vereinigte Staaten      |                                                             |
| Fallon Henley   | Theresa Schuessler         | Vereinigte Staaten      | The Fatal Influence Mitglied                                |
| Izzi Dame       | Franki Strefling           | Vereinigte Staaten      | The Culling Mitglied                                        |
| Jacy Jayne      | Taylor Grado               | Vereinigte Staaten      | NXT Women's Champion, The Fatal Influence Mitglied          |
| Jaida Parker    | Tiana Lillian Marie Caffey | Vereinigte Staaten      | OTM Mitglied                                                |
| Jazmyn Nyx      | Jade Gentile               | Vereinigte Staaten      | The Fatal Influence Mitglied                                |
| Jordynne Grace  | Patricia Forrest Gresham   | Vereinigte Staaten      |                                                             |
| Karmen Petrovic | Monika Klisara             | Bosnien und Herzegowina |                                                             |
| Kelani Jordan   | Lea S. Mitchell            | Vereinigte Staaten      |                                                             |
| Kendal Grey     | Peyton Prussin             | Vereinigte Staaten      |                                                             |
| Lainey Reid     | Lainey Reid                | Vereinigte Staaten      |                                                             |
| Lash Legend     | Anriel Howard              | Vereinigte Staaten      |                                                             |
| Lola Vice       | Valerie Loureda            | Vereinigte Staaten      |                                                             |
| Nikkita Lyons   | Faith Jefferies            | Vereinigte Staaten      |                                                             |
| Sol Ruca        | Calyx Hampton              | Vereinigte Staaten      | NXT Women's North American Champion, Women's Speed Champion |
| Stevie Turner   | Lucy Bridge                | England                 |                                                             |
| Tatum Paxley    | Natalie Holland            | Vereinigte Staaten      |                                                             |
| Thea Hail       | Madison Knisley            | Vereinigte Staaten      |                                                             |
| Wendy Choo      | Karen Yu                   | Vereinigte Staaten      |                                                             |
| Wren Sinclair   | Madison Dombkowski         | Vereinigte Staaten      | No Quarter Catch Crew Mitglied                              |
| Zaria           | Delta Brady                | Australien              |                                                             |

### Manager
| Ringname       | Name                       | Anmerkung                                   |
| -------------- | -------------------------- | ------------------------------------------- |
| Ava Raine      | Simone Johnson             | General Manager                             |
| Mr. Stone      | Robert Strauss             | Assistant General Manager                   |
| Shawn Michaels | Michael Shawn Hickenbottom | Senior Vice President, Hall of Famer        |
| Stevie Turner  | Lucy Bridge                | Assistant General Manager                   |
| William Regal  | Darren Matthews            | Vice President of Global Talent Development |

### Broadcast-Team
| Ringname        | Name                      | Anmerkung                 |
| --------------- | ------------------------- | ------------------------- |
| Blake Howard    | Blake Chadwick            | Backstage-Interviewer     |
| Booker T        | Robert Booker Tio Huffman | Kommentator Hall of Famer |
| Corey Graves    | Matthew Polinsky          | Kommentator               |
| Kelly Kincaid   | Kelly Verbil              | Backstage-Interviewerin   |
| Mike Rome       | Austin Michael Romero     | Ringsprecher              |
| Sarah Schreiber |                           | Backstage-Interviewerin   |
| Vic Joseph      | Victor Travagliante       | Play-By-Play-Kommentator  |

## Free Agents
| Ringname      | Name                     | Nat.               | Anmerkung                                       |
| ------------- | ------------------------ | ------------------ | ----------------------------------------------- |
| Big E         | Ettore Ewen              | Vereinigte Staaten | männlicher Wrestler, verletzungsbedingt inaktiv |
| Omos          | Tolulope Omogbehin       | Nigeria            | männlicher Wrestler                             |
| Tamina        | Sarona Snuka-Polamalu    | Vereinigte Staaten | weibliche Wrestlerin                            |
| The Rock      | Dwayne Johnson           | Vereinigte Staaten | männlicher Wrestler                             |
| Trish Stratus | Patricia Anne Stratigeas | Kanada             | weibliche Wrestlerin                            |

## Titelträger und Auszeichnungen

### Haupt-Roster Titelträger
| Titel                                     | Titelträger | Titelträger                                           | Nr. | Tage | Datum           | Ort                         | Anmerkung |
| ----------------------------------------- | ----------- | ----------------------------------------------------- | --- | ---- | --------------- | --------------------------- | --- |
| Raw                                       |             |                                                       |     |      |                 |                             | |
| World Heavyweight Championship            |             | Seth Rollins                                          | 2   | 18+  | 2. August 2025  | East Rutherford, New Jersey | Besiegte CM Punk bei SummerSlam Night 1 im Cash-In-Match von Rollins.                                                                              |
| Women’s World Championship                |             | vakant                                                | 3   | 2+   | 18. August 2025 | Philadelphia, Pennsylvania  | Naomi musste den Titel aufgrund ihrer Schwangerschaft aufgeben.                                                                                    |
| WWE Intercontinental Championship         |             | Dominik Mysterio                                      | 1   | 122+ | 20. April 2025  | Paradise, Nevada            | Besiegte Bron Breakker in einem Fatal-4-Way-Match noch dabei Finn Bálor and Penta bei WrestleMania 41 Night 2. Mysterio pinnte Bálor für den Sieg. |
| WWE Women’s Intercontinental Championship |             | Becky Lynch                                           | 1   | 74+  | 7. Juni 2025    | Inglewood, Kalifornien      | Besiegte Lyra Valkyria bei Money in the Bank. |
| World Tag Team Championship               |             | Finn Bálor (4) und JD McDonagh (2) (The Judgment Day) | 2   | 51+  | 30. Juni 2025   | Pittsburgh, Pennsylvania    | Besiegten Kofi Kingston und Xavier Woods (The New Day) bei Raw.                                                                                    |
| SmackDown                                 |             |                                                       |     |      |                 |                             | |
| WWE Championship                          |             | Cody Rhodes                                           | 2   | 17+  | 3. August 2025  | East Rutherford, New Jersey | Besiegte John Cena bei SummerSlam Night 2 |
| WWE Women’s Championship                  |             | Tiffany Stratton                                      | 1   | 229+ | 3. Januar 2025  | Phoenix, Arizona            | Besiegte Nia Jax nach Cash-in des Money-in-the-Bank Koffer bei SmackDown.                                                                          |
| WWE United States Championship            |             | Solo Sikoa                                            | 1   | 53+  | 28. Juni 2025   | Riyadh, Saudi-Arabien       | Besiegte Jacob Fatu bei Night of Champions. |
| WWE Women’s United States Championship    |             | Giulia                                                | 1   | 54+  | 27. Juni 2025   | Riyadh, Saudi-Arabien       | Besiegte Zelina Vega in der SmackDown-Ausgabe vom 27. April 2025.                                                                                  |
| WWE Tag Team Championship                 |             | Dexter Lumis und Joe Gacy (The Wyatt Sicks)           | 1   | 40+  | 11. Juli 2025   | Nashville, Tennessee        | Besiegten Angelo Dawkins und Montez Ford (The Street Profits) bei SmackDown.                                                                       |
| Offen                                     |             |                                                       |     |      |                 |                             | |
| WWE Women’s Tag Team Championship         |             | Alexa Bliss (4) und Charlotte Flair (2)               | 1   | 18+  | 2. August 2025  | East Rutherford, New Jersey | Besiegten Roxanne Perez und Raquel Rodriguez bei SummerSlam Night 1.                                                                               |
| WWE Speed Championship                    |             | El Grande Americano                                   | 1   | 105+ | 7. Mai 2025     | Seattle, Washington         | |
| WWE Women's Speed Championship            |             | Sol Ruca                                              | 1   | 131+ | 11. April 2025  | Seattle, Washington         | Besiegte Candice LeRae bei Speed. Ausgestrahlt am 16. April 2025.                                                                                  |

### Entwicklungs-Roster Titelträger
| Titel                                   | Titelträger | Titelträger                 | Nr. | Tage | Datum          | Ort                      | Anmerkung |
| --------------------------------------- | ----------- | --------------------------- | --- | ---- | -------------- | ------------------------ | --- |
| NXT                                     |             |                             |     |      |                |                          | |
| NXT Championship                        |             | Oba Femi                    | 1   | 225+ | 7. Januar 2025 | Los Angeles, Kalifornien | Besiegte Trick Williams bei NXT: New Year's Evil. |
| NXT Women’s Championship                |             | Jacy Jayne                  | 1   | 85+  | 27. Mai 2025   | Orlando, Florida         | Besiegte Stephanie Vaquer bei NXT. |
| NXT North American Championship         |             | Ethan Page                  | 1   | 85+  | 27. Mai 2025   | Orlando, Florida         | Besiegte Ricky Saints bei NXT. |
| NXT Women's North American Championship |             | Sol Ruca                    | 1   | 123+ | 19. April 2025 | Paradise, Nevada         | Besiegte Izzi Dame, Kelani Jordan, Lola Vice, Thea Hail, and Zaria in einem Six-Women-Ladder-Match um den vakanten Titel bei Stand & Deliver. Vorherige Titelträgerin Stephanie Vaquer gab den Titel ab, da sie den NXT Women's Championship hält. |
| NXT Heritage Cup                        |             | Channing "Stacks" Lorenzo   | 1   | 57+  | 24. Juni 2025  | Orlando, Florida         | Besiegte Tony D'Angelo bei NXT. |
| NXT Tag Team Championship               |             | Hank Walker und Tank Ledger | 1   | 123+ | 19. April 2025 | Paradise, Nevada         | Besiegten Nathan Frazer and Axiom bei Stand & Deliver. |
| Evolve                                  |             |                             |     |      |                |                          | |
| Evolve Championship                     |             | Jackson Drake               | 1   | 117+ | 25. April 2025 | Orlando, Florida         | Besiegte Keanu Carver, Edris Enofe und Sean Legacy in einem Fatal-Four-Way-Elimination-Match bei Evolve. Ausgestrahlt am 4. Juni 2025. |
| Evolve Women's Championship             |             | Kali Armstrong              | 1   | 117+ | 25. April 2025 | Orlando, Florida         | Besiegte Kendal Grey, Wendy Choo und Kylie Rae in einem Fatal-Four-Way-Elimination-Match bei Evolve. Ausgestrahlt am 28. Mai 2025. |
| WWE ID                                  |             |                             |     |      |                |                          | |
| WWE ID Championship                     |             | Cappuccino Jones            | 1   | 19+  | 1. August 2025 | Rutherford, New Jersey   | Besiegte Jack Cartwheel in einem Turnierfinale und wurde der erste Champion beim Game Changer Wrestling-Event, dem ID Showcase. |
| WWE Women's ID Championship             |             | Kylie Rae                   | 1   | 19+  | 1. August 2025 | Rutherford, New Jersey   | Besiegte Zara Zakher und Zayda Steel in einem Triple-Threat-Match-Turnierfinale und wurde die erste Champion beim Game Changer Wrestling-Event, dem ID Showcase.                                                                                   |

### Eingestellte Titel
- 1971–2010: World Tag Team Championship[22]
- 1978–1985: WWF Junior Heavyweight Championship[23] mit NJPW
- 1978–1989: WWF World Martial Arts Heavyweight Championship[24] mit NJPW
- 1979–1981: WWF North American Heavyweight Championship mit NJPW
- 1982–1985: WWF International Heavyweight Championship[25] mit NJPW
- 1984–2010: WWE Women’s Championship[26]
- 1985: WWF International Tag Team Championship mit NJPW
- 1989–2021: Million Dollar Championship[27]
- 1997–2002 WWE European Championship[28]
- 1997–2002: WWF Light Heavyweight Championship[29]
- 1998–2002: WWE Hardcore Championship[30]
- 2001–2007: WWE Cruiserweight Championship[31]
- 2001: World Championship[32]
- 2001: WCW Tag Team Championship
- 2002–2013: World Heavyweight Championship[33]
- 2006–2010: ECW Championship[34]
- 2008–2016: WWE Divas Championship[35]
- 2016–2024: WWE Universal Championship[36]
- 2016–2022: NXT Cruiserweight Championship[37]
- 2016–2022: NXT United Kingdom Championship[38]
- 2018–2022: NXT UK Women’s Championship[39]
- 2018–2022: NXT UK Tag Team Championship[40]
- 2019–2022: WWE 24/7 Championship[41]
- 2021–2023: NXT Women’s Tag Team Championship[42]

### Aktuelle Auszeichnungen
| Auszeichnung                                 | Titelträger | Titelträger     | Nr. | Datum            | Ort                      | Anmerkung |
| -------------------------------------------- | ----------- | --------------- | --- | ---------------- | ------------------------ | --- |
| Royal Rumble Sieger                          |             | Jey Uso         | 1   | 1. Februar 2025  | Indianapolis, Indiana    | Startnummer 20. Gewann das 30-Man-Royal-Rumble-Match. Uso gewann das ihm zustehende Titelmatch bei WrestleMania 41 Night 1 gegen Gunther und wurde neuer World Heavyweight Championship. |
| Royal Rumble Siegerin                        |             | Charlotte Flair | 2   | 1. Februar 2025  | Indianapolis, Indiana    | Startnummer 27. Gewann das 30-Woman-Royal-Rumble-Match. Flair verlor das ihr zustehende Titelmatch bei WrestleMania 41 Night 1 gegen Tiffany Stratton.                                   |
| Elimination Chamber Sieger                   |             | John Cena       | 4   | 1. März 2025     | Toronto, Ontario, Kanada | Nummer 5 im Match. Gewann das 6-Man-Elimination-Chamber-Match. Cena gewann das ihm zustehende Titelmatch bei WrestleMania 41 Night 2 gegen Cody Rhodes.                                  |
| Elimination Chamber Siegerin                 |             | Bianca Belair   | 1   | 1. März 2025     | Toronto, Ontario, Kanada | Nummer 3 im Match. Gewann das 6-Woman-Elimination-Chamber-Match. Belair verlor das ihr zustehende Titelmatch bei WrestleMania 41 Night 2 gegen Iyo Sky und Rhea Ripley.                  |
| King of the Ring                             |             | Cody Rhodes     | 1   | 28. Juni 2025    | Riyadh, Saudi-Arabien    | Besiegte Randy Orton im Turnierfinale. Rhodes gewann das ihm zustehende Titelmatch beim SummerSlam. Er besiegte John Cena, um so die WWE Championship zu gewinnen.                       |
| Queen of the Ring                            |             | Jade Cargill    | 1   | 28. Juni 2025    | Riyadh, Saudi-Arabien    | Besiegte Asuka im Turnierfinale. Cargill verlor das ihr zustehende Titelmatch beim SummerSlam um die WWE Women’s Championship gegen Tiffany Stratton.                                    |
| Mr. Money in the Bank                        |             | Seth Rollins    | 2   | 7. Juli 2025     | Inglewood, Kalifornien   | Gewann das Money-In-The-Bank-Ladder-Match für eine einjährige Match-Chance um einer der beiden World Championships.                                                                      |
| Ms. Money in the Bank                        |             | Naomi           | 1   | 7. Juli 2025     | Inglewood, Kalifornien   | Gewann das Money-In-The-Bank-Ladder-Match für eine einjährige Match-Chance um einer der beiden Women's World Championships.                                                              |
| Crown Jewel Champion                         |             | Cody Rhodes     | 1   | 2. November 2024 | Riad, Saudi-Arabien      | WWE Champion Cody Rhodes besiegte World Heavyweight Champion Gunter in einem Champion-Vs-Champion-Match bei Crown Jewel um der erste Crown Jewel Champion zu werden.                     |
| Women's Crown Jewel Champion                 |             | Liv Morgan      | 1   | 2. November 2024 | Riad, Saudi-Arabien      | Women's World Champion Liv Morgan besiegte WWE Women's Champion Nia Jax in einem Champion-Vs-Champion-Match bei Crown Jewel um erste Women's Crown Jewel Champion zu werden.             |
| André the Giant Memorial Battle Royal Sieger |             | Carmelo Hayes   | 1   | 18. April 2025   | Las Vegas, Nevada        | Gewann eine Battle-Royal-Match bei SmackDown. |